# Balanophyllia buccina
Balanophyllia buccina är en korallart som beskrevs av Tenison Woods 1878. Balanophyllia buccina ingår i släktet Balanophyllia och familjen Dendrophylliidae. Inga underarter finns listade i Catalogue of Life.